# Lienardia malleti
Lienardia malleti is een slakkensoort uit de familie van de Clathurellidae. De wetenschappelijke naam van de soort is voor het eerst geldig gepubliceerd in 1852 door Récluz.